# US Indoors 1981
Lo US Indoors 1981 è stato un torneo di tennis giocato sul sintetico indoor. È stata la 74ª edizione del torneo, che fa parte del WTA Tour 1981. Si è giocato a Minneapolis negli USA dal 28 settembre al 4 ottobre 1981.

## Campionesse

### Singolare
Martina Navrátilová ha battuto in finale  Tracy Austin con il punteggio di 6–0, 6–2

### Doppio
Martina Navrátilová /  Pam Shriver hanno battuto in finale  Rosemary Casals /  Wendy Turnbull con il punteggio di 6–4, 7–5